# 知るかバカうどん
知るかバカうどん（しるかばかうどん、11月26日 - ）は、日本の漫画家。大阪府出身。

## 来歴・作風
高校時代より同人活動を始める。
一水社からの依頼で2014年12月に『コミックMate』誌上で商業誌デビュー。2016年4月には初の単行本となる『ボコボコりんっ！』がメディアックスより刊行される。商業誌で活動する傍ら、同人サークル『ツルツルおうどん倶楽部』にて作品を発表している。
影響を受けた漫画として『最終兵器彼女』、『新宿スワン』、『闇金ウシジマくん』を挙げている。
所謂鬼畜系の漫画家である。商業誌・同人誌を問わず人間の負の部分を嫌というほど見せ付ける露悪的な描写が多く、作品には暴力、薬物、貧乏、強姦、拉致、監禁、いじめ、スカトロ、近親相姦、小児性愛、知的障害、四肢切断など陰惨な内容が見られ、登場人物も救いの無い末路を辿る事が殆どである。また荒廃した生活環境が舞台となることが非常に多い。物語については、作者が生まれ育った関西圏を舞台に展開されることが多く、登場人物の大半は関西弁を話す。
2017年に週刊漫画アクションでの『君に愛されて痛かった』連載の準備と、自身が交通事故に遭いその補償金を得たことと家庭環境の問題もあり上京し、東京に拠点を移した。

## 作品リスト

### 連載
- 君に愛されて痛かった （『漫画アクション』（双葉社）2017年12号 - 21号、『まんが王国』に移籍連載[7]、既刊9巻） - 2023年2月に秋田書店から紙の書籍を刊行[8]

### 単行本
- ボコボコりんっ!（2016年4月 メディアックス / ISBN 978-4-862-01564-8）

### 商業作品
| 作品名                                                                                | 作品を収録している単行本 | 初出                       |
| ------------------------------------------------------------------------------------- | ------------------------ | -------------------------- |
| 金のたまごで親子丼                                                                    | ボコボコりんっ！         | コミックMate legend VOL.1  |
| おさんぽJKいちごちゃん                                                                | ボコボコりんっ！         | コミックMate legend VOL.2  |
| 嘘もつかない純粋な存在                                                                | ボコボコりんっ！         | コミックMate legend VOL.3  |
| JC☆ボコボコりんっ！                                                                   | ボコボコりんっ！         | コミックMate legend VOL.4  |
| ぼくのなつやすみ                                                                      | ボコボコりんっ！         | コミックMate legend VOL.5  |
| はぴはぴハピネス                                                                      | ボコボコりんっ！         | コミックMate legend VOL.6  |
| あんあん あんはっぴぃ                                                                 | ボコボコりんっ！         | コミックMate legend VOL.7  |
| JS☆ガバガバりんっ！                                                                   | ボコボコりんっ！         | コミックMate legend VOL.8  |
| 純潔だるまりっじ                                                                      |                          | 描き下ろし                 |
| ぼくのはるやすみ                                                                      |                          | コミックMate legend VOL.9  |
| ホップ☆ステップ はい キック!!!                                                        |                          | コミックMate legend VOL.10 |
| ロリコンGO                                                                            |                          | コミックMate legend VOL.11 |
| 僕は何もできない                                                                      |                          | コミックMate legend VOL.12 |
| 僕は何もできない ～昔も何もできなかった編～                                           |                          | コミックMate legend VOL.13 |
| 僕は何もできない ～後編～                                                             |                          | コミックMate legend VOL.14 |
| 裏モノ雑誌のファンはやはり愚か者である                                                |                          | コミックMate legend VOL.15 |
| 無気力俺が本気出して彼女作った結果、 彼女は間男ちんぽでアクメキメてた件～死にたい～ 1 |                          | コミックMate legend VOL.29 |
| 無気力俺が本気出して彼女作った結果、 彼女は間男ちんぽでアクメキメてた件～死にたい～ 2 |                          | コミックMate legend VOL.31 |